# Monte Castello (Montegrotto Terme)
Monte Castello, noto anche con il nome di Colle di Berta o Monte di Montagnon, è un’altura situata a Montegrotto Terme, in provincia di Padova. Si tratta di un sito pluristratificato con fasi di occupazione antropica datate dall’età romana a quella medievale.

Catasto austriaco (1830-1850) raffigurante l'altura di Monte Castello

## Territorio
La sommità del monte, a qualche centinaio di metri di altezza, dà accesso da una parte ai Colli Euganei e dall’altra ad un sistema di acque peri euganee e ad un’antica via romana. I fiumi che circondano l’area sono il Rialto, il Rio Calto, il Riello e il canale di Montalto.
In un atto di investitura risalente al 1287 si legge che il monte di Montagnon aveva almeno tre fondi coltivati (sedimina) sulla cima, e dei lotti residenziali ai suoi piedi. Viene ripetutamente citata una fossa del castello (fovea castri), probabilmente costruita perimetralmente rispetto alla struttura.
Infine, alcune fonti testimoniano la presenza, in antico, di una fornace per la fabbricazione della calce e di una cava di argilla o creta (che serviva al rifornimento di laterizi e leganti per la pietra viva con cui il castello era costruito).

## Storia

### Epoca romana
Le prime fasi di occupazione del colle sembrerebbero risalire all’epoca romana per il rinvenimento di un edificio costituito da grosse pietre squadrate.

### Epoca medievale

#### Prima documentazione
La documentazione disponibile sull’argomento non è esaustiva, ma nonostante ciò, è possibile ricostruire alcuni eventi significativi per la storia di Monte Castello, in particolare della fortezza e della famiglia da Montagnon.

Nel 1038 viene citato per la prima volta un personaggio, detto “da Montagnon”: Oderico detto Rustichello. Si tratta, probabilmente, del discendente più antico della famiglia da Montagnon. Dal 1038 tale personaggio viene spesso citato dalle fonti, fino al 1090.

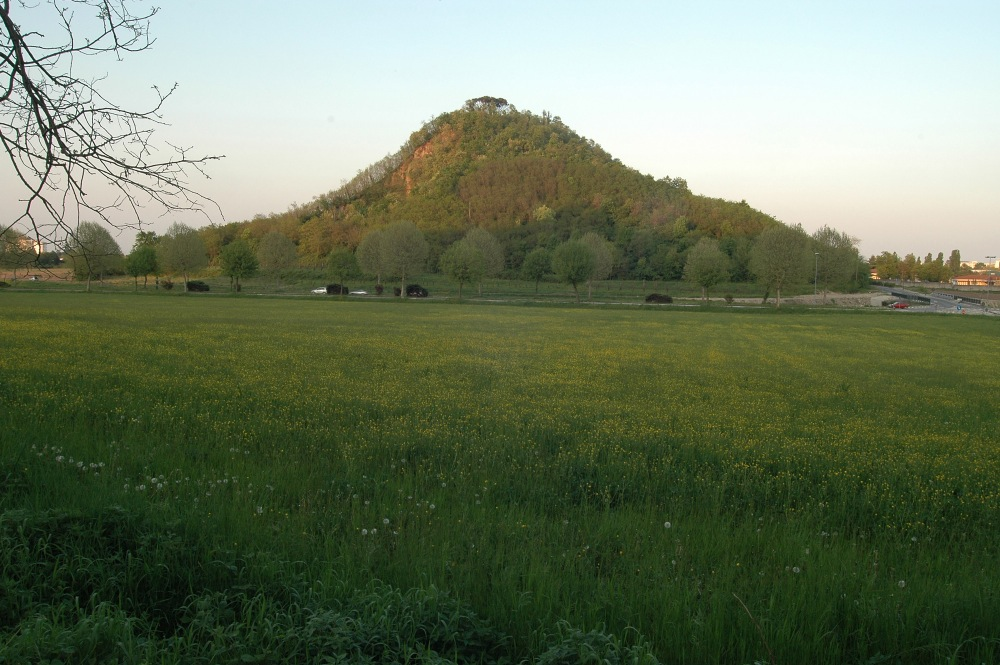
Colle di Montagon

La fortuna della famiglia da Montagnon sembrerebbe non essere precedente all’XI secolo come riporta il più importante genealogista padovano medievale, Giovanni da Nono,  e come supportato da altra documentazione.
Sebbene non ci siano fonti che attestano la presenza di una fortezza nell’XI secolo, è ragionevole supporre la sua esistenza già da un periodo precedente, anche in virtù di una leggenda locale inverosimile, ma che ne sottolineerebbe l’antichità.
La prima testimonianza dell’effettiva presenza del castello risale al 1188, quando l’abate di Nonantola, attraverso un atto notarile, concesse il castello “in affitto” ad un gruppo di consanguinei che si univano sotto il nome “da Montagnon”. Dunque si può dire che questa famiglia, nonostante detenesse un gran potere locale, non fosse altro che un vassallo dell’abbazia di Nonantola. A riprova di ciò, le fonti attestano che già Rustichello aveva avuto dei contatti con l’abate di Nonantola, ricevendo l'investitura per il controllo di altri territori in area veneta.
Il territorio su cui tale castello aveva potere non si limitava al circostante territorio, ma comprendeva un’area molto più ampia di insediamenti e percorsi che arrivavano fino al sud della provincia e sulle rive dell’Adige (senza dimenticare la posizione centrale rispetto al bacino termale di Montegrotto, all’epoca molto frequentato).

#### Lotta con Ezzelino da Romano
La rilevanza della famiglia da Montagnon si evince dal contrasto emerso con l’imperatore Federico II e con il suo alleato Ezzelino da Romano. Nel 1237 Ezzelino decise di assediare il castello in cui si erano rifugiati dei cittadini padovani ribelli a lui e all’impero; il castello rimase inespugnato. 
Ezzelino decise così di distruggere il campanile di Montegrotto, per evitare che i ribelli potessero fortificarlo, e prese il controllo di un ponte attraverso cui si poteva accedere alla montagna (e quindi ai rifornimenti).
Nonostante i numerosi attacchi da parte di Ezzelino e del suo esercito, la struttura del castello rimase intatta.

#### Declino della famiglia da Montagnon
Sebbene agli inizi del Duecento la famiglia da Montagnon godesse ancora di un certo potere, con il susseguirsi della discendenza, iniziarono a sorgere le prime fratture interne. Uno dei principali motivi fu la volontà, tra i discendenti, di avere in eredità parte delle proprietà del castello.
I discendenti della famiglia da Montagnon non erano gli unici a bramare il controllo del castello, in quanto anche la città di Padova aveva mire su di esso. Chiarificatori di questo intento padovano sono una serie di disposizioni emanate nel periodo post-ezzeliniano per integrare ed assorbire all’interno della città di Padova il castello di Montagnon e i territori annessi.
Tutto questo andava a discapito dell’abbazia di Nonantola che pian piano ne stava sempre più perdendo il controllo.
Nel 1277, tale processo sembra concludersi, in quanto in una posta degli statuti di Padova, è stato identificato un riferimento esplicito al castello di Montagnon che lo indicherebbe come uno dei numerosi castelli in custodia diretta da parte del comune di Padova.
Ad avvalorare l’ipotesi del declino della famiglia da Montagnon è il fatto che nella metà del XIII secolo, in molti erano convinti che i contemporanei da Montagnon non avessero nulla a che fare con la stirpe precedente, e che si trattasse di un semplice caso di omonimia. Tuttavia, nessuna fonte conosciuta ha mai confermato tali dicerie.

#### Epoca moderna
Nella seconda metà del XVII secolo, Alvise Lucadello, proprietario del castello, costruisce un Belvedere di cui rimane traccia in alcune stampe contemporanee.
Nel XIX secolo viene costruita la Torre Berta, ancora oggi presente sulla sommità del colle.

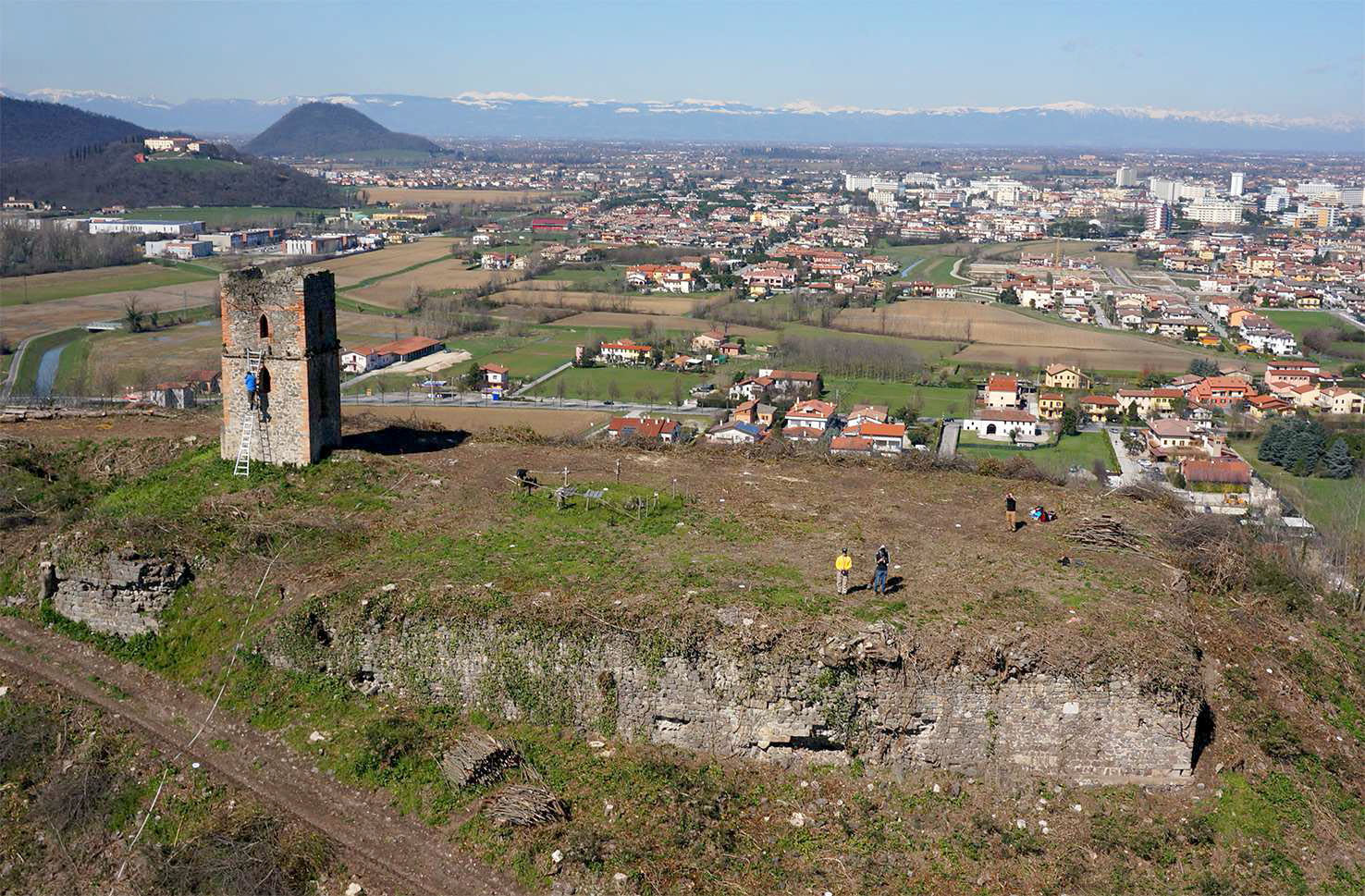
Castello di Montagnon e Torre di Berta prima degli scavi

## Campagne di scavo
Negli anni 2013-2014 sono stati eseguiti degli scavi dall’Università degli Studi di Padova che hanno portato alla luce un enorme edificio circondato da una fortificazione di circa 3000 mq. Contestualmente agli scavi degli ambienti all’interno dell’edificio, sono stati ritrovati dei reperti ceramici che hanno permesso di datare l’occupazione di questo castello dal XII/XIII secolo fino al XVI-XVII secolo. 
Questo complesso viene associato a quello nominato nel 1188 come proprietà del Monastero di Nonantola.
Recenti scansioni LIDAR e successive ricognizioni hanno permesso di individuare:

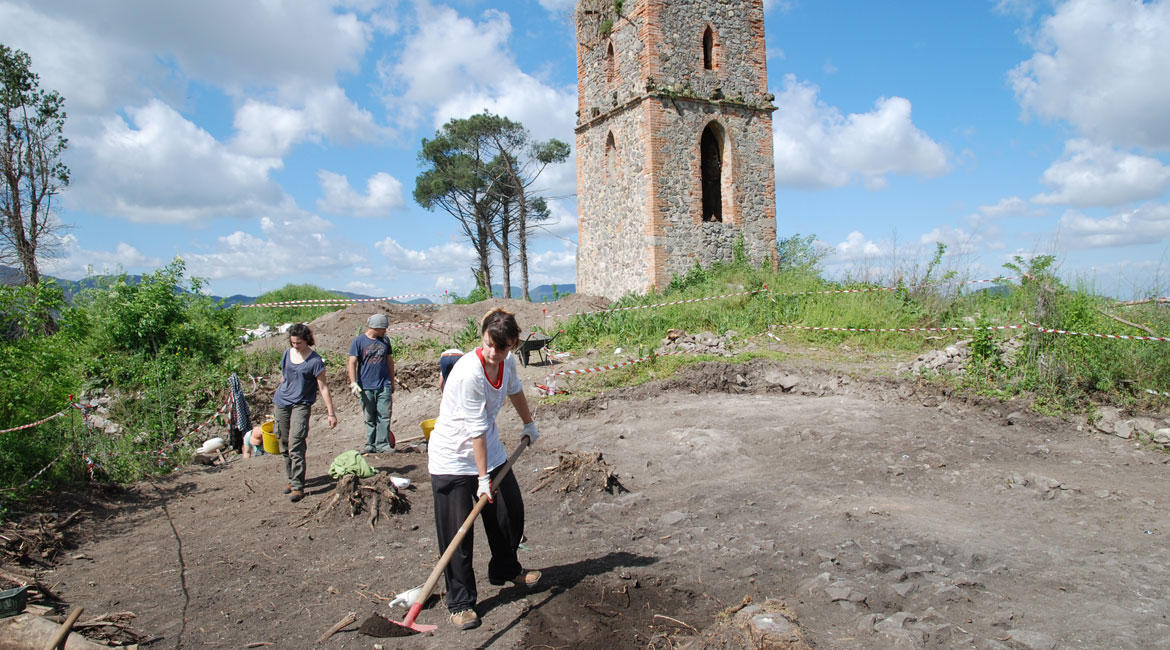
Castello di Montagnon in corso di scavo

1. sul versante sud-orientale, una strada che conduceva alla sommità del colle nei pressi di un lacerto di muratura (probabilmente di epoca medievale);
2. sui lati orientale e occidentale delle tracce interpretabili come dei fossati;
3. sui lati settentrionale e meridionale delle tracce interpretate come antichi terrazzamenti;
4. sulla sommità delle tracce di strutture murarie sepolte, tra le quali è stata riconosciuta una cisterna.